# Korkeg
Korkeg (Quercus suber), også skrevet Kork-Eg, er et stedsegrønt træ med en kuplet vækst. Stamme og hovedgrene er krogede, og træet danner en tæt, asymmetrisk krone. Ældre træer har ofte adskilte kroner for hver af hovedgrenene. Veddet er ringporet, og det danner brunt kerneved og lyst, rødligt splintved. Træerne bliver mere end 400 år gamle, men kun 150-200 år, hvis man høster kork (den tykke bark) på dem.

## Beskrivelse
Barken er først grågrøn med tæt, brunlig behåring. Senere bliver den matgrå med vinger. Gamle stammer og grene har et gråbrunt netværk af korkkamme med dybe furer imellem. Træer, der har fået skrællet barken, fremtræder med en rødbrun underbark. Knopperne er spredtstillede, små og mørkviolette.
Bladene er ovale og sejt læderagtige med tydelig spids og kruset eller bølget rand. Der er 5-6 lapper på hver side, og de ender hver i en tornagtig spids. Oversiden er blank og meget mørkt grøn, mens undersiden er grå med hvidlige hår. Blomstringen sker i maj-juni, hvor de reducerede blomster findes på rakler med enten rent hunlige eller rent hanlige blomster. Frugterne er nødder (agern), der modner det første år.
Korkeg har en pælerod, der kan nå dybder på 2 m. Rodnettet består desuden af flere meter lange siderødder.
Højde x bredde og årlig tilvækst: 10 x 10 m (25 x 25 cm/år).

## Hjemsted
Arten er naturligt udbredt i landene langs det vestlige Middelhav: Tunesien, Algeriet, Marokko, Portugal, Spanien, Sydfrankrig og Italien. Her danner det lysåbne skove på varm og tør, veldrænet bund sammen med forskellige arter af Fyr og andre arter af eg.
I Sierra Calderona i delstaten Valencia, Spanien, danner arten skove sammen med bl.a. jordbærtræ, vedbend, Daphne gnidium (en art af dafne), dværgpalme, kermeseg, mastikstræ, middelhavsene, middelhavskorsved, musetorn, orientalsk sarsaparil, rundbladet eg, skarpbladet asparges, smalbladet stenved, stedsegrøn rose, vild krap og vintersnebolle

## Anvendelse
Arten bruges, som navnet siger, til fremstilling af kork. Veddet kan bruges som et holdbart gavntømmer.

## Folkelige navne
- Engelsk: cork oak
- Fransk: chêne liège
- Italiensk: quercia da sughero
- Portugisisk: sorbreiro
- Spansk: alcornoque
- Tysk: Korkeiche

| Portal | Portal:Botanik |

## Note
1. ↑  Patricio García-Fayos: La vegetación silicícola de la Sierra Calderona Arkiveret 7. april 2009 hos  Wayback Machine (spansk)